# Igor Abakoumov
Igor Abakoumov (Oekraïens: Ігор Абакумов) (Berdjansk, 30 mei 1981) is een Belgisch voormalig wielrenner. Abakoumov werd in 1981 in Oekraïne geboren, maar liet zich in 2001 naturaliseren tot Belg.
Hij was professional sinds 2002 en begon zijn carrière in Nederland bij Van Hemert Groep Cycling. In 2004 maakte hij de overstap naar Chocolade Jacques. In 2005 ging hij voor de Jartazi-formatie van Jef Braeckevelt rijden. In 2007 maakte Abakoumov de overstap naar Astana, maar in 2008 kwam hij weer naar België en reed hij voor Mitsubishi-Jartazi. In 2009 reed hij voor ISD - Neri.

## Palmares

### Overwinningen
2002
- 2e etappe Ronde van Slowakije

2006
- 2e etappe Ronde van de Ain

### Ereplaatsen
2005
- 2e in Nokere Koerse
- 6e in Classic Loire Atlantique
- 8e in Parijs - Brussel
- 3e in Grand Prix de Wallonie

2006
- 5e in Classic Loire Atlantique
- 6e in Dwars Door Vlaanderen
- 6e in Brabantse Pijl

2007
- 7e in 3e etappe van de Ronde van Romandië
- 6e in het Belgisch kampioenschap

2008
- 5e in de GP Stad Zottegem

2009
- 5e in de 3e etappe van de Ronde van Polen
- 5e in de 4e etappe van de Ronde van Polen

## Resultaten in voornaamste wedstrijden
| Jaar | Ronde van Vlaanderen | Parijs-Roubaix | Luik-Bast.‑Luik | Parijs-Brussel | Brabantse Pijl | Dwars door Vlaanderen |
| ---- | -------------------- | -------------- | --------------- | -------------- | -------------- | --------------------- |
| 2004 |                      | opgave         | opgave          |                |                |                       |
| 2005 |                      |                |                 | 8e             | 19e            | 15e                   |
| 2006 |                      |                |                 |                | 6e             | 6e                    |
| 2007 | 79e                  |                | opgave          |                |                |                       |
| 2009 |                      |                |                 | 16e            |                |                       |

## Ploegen
- 2002-Van Hemert Groep Cycling
- 2003-Van Hemert Groep Cycling
- 2004-Chocolade Jacques-Wincor Nixdorf
- 2005-Jartazi Granville Team
- 2006-Jartazi-7Mobile
- 2007-Astana
- 2008-Mitsubishi-Jartazi
- 2009-ISD-Neri
- 2010-ISD Continental Team